# Умершие в июне 1994 года
Это список известных людей, соответствующих установленным критериям значимости (см. Википедия:Критерии значимости персоналий), умерших в июне 1994 года.
Причина смерти указывается лишь в исключительных случаях (убийство, самоубийство, гибель в результате военных действий, смертная казнь, ДТП или несчастные случаи). В остальных случаях — не указывается.
- 2 июня — Дэвид Чарльз Стоув (66) — австралийский философ науки.
- 3 июня — Юрий Казаринов (74) — советский радиофизик, доктор физико-математических наук, лауреат Сталинской премии.
- 4 июня — Анатолий Васильев (77) — русский советский художник.
- 4 июня — Илья Непочатых (79) — Герой Советского Союза.
- 6 июня — Николай Князев (70) — Герой Советского Союза.
- 6 июня — Григорий Прутко (70) — Герой Советского Союза.
- 6 июня — Борис Сиднев (83) — Герой Советского Союза.
- 7 июня — Анатолий Дородницын (83) — советский математик, геофизик и механик, академик АН СССР.
- 8 июня — Ярослав Горошко (36) — Герой Советского Союза.
- 10 июня — Лазарь Каплан (76) — Герой Советского Союза.
- 11 июня — Иван Ковалевский (94) — русский советский поэт.
- 12 июня — Константин Фёдоров (71) — советский и украинский учёный-правовед.
- 12 июня — Менахем Шнеерсон (92) — Любавический ребе.
- 13 июня — Игорь Юшкевич (82) — французский и американский артист балета, балетный педагог.
- 14 июня — Виктор Бугайский (82) — учёный и конструктор в области авиационной и ракетно-космической техники.
- 14 июня — Пётр Конюх(84) — белорусский оперный певец.
- 14 июня — Генри Манчини (70) — американский кинокомпозитор и дирижёр.
- 15 июня — Вилли Гудсир-Каллен (87) — индийский хоккеист на траве, полузащитник, нападающий.
- 15 июня — Раджабов Рамазон (56) — Заместитель министра обороны Республики Таджикистан, будучи заместителем командира 191-го полка 201-й МСД внес значительный вклад в сдерживание противоборствующих сторон в годы гражданской войны в Таджикистане в г . Курган — Тюбе в 1992—1993 гг., погиб при обстреле колонны под г. Гарм
- 16 июня — Александр Константинов (84) — полковник пограничных войск КГБ СССР, Герой Советского Союза.
- 16 июня — Кристен Пфафф (27) — американская бас-гитаристка, известная по работе с группой Hole.
- 17 июня — Борис Александров (88) — советский российский композитор, хоровой дирижёр, хормейстер, педагог.
- 17 июня — Феликс Аржанов (66) — советский организатор нефтегазовой промышленности.
- 17 июня — Юрий Нагибин (74) — русский советский писатель.
- 20 июня — Иван Крюков (84) — ефрейтор Рабоче-крестьянской Армии, участник Великой Отечественной войны, Герой Советского Союза.
- 20 июня — Джей Майнер (62) — создатель первого в мире мультимедийного персонального компьютера Amiga (Amiga 1000).
- 21 июня — Александр Сергеев (39) — советский и российский работник правоохранительных органов, командир отряда специального назначения Управления исполнения наказаний УВД Пензенской области, майор внутренней службы. Герой Российской Федерации (1994, посмертно); умер от ран, полученных при освобождении заложников.
- 22 июня — Ицхок Корн (83) — израильский общественный и политический деятель, писатель, историк-краевед.
- 22 июня — Халил Рза Улутюрк (61) — азербайджанский поэт, филолог.
- 22 июня — Илья Фрэз (84) — советский кинорежиссёр и сценарист.
- 22 июня — Людвиг Меклингер (74) — министр здравоохранения ГДР.
- 23 июня — Григорий Белов (92) — Герой Советского Союза.
- 24 июня — Вячкслав Загонек (74) — советский живописец, мастер пейзажа, педагог.
- 25 июня — Сергей Гришин (77) — полковник Советской Армии, партизан Великой Отечественной войны, Герой Советского Союза.
- 27 июня — Филипп Князев (77) — советский государственный деятель.
- 27 июня — Михаил Пушленков (89) — начальник лаборатории экстракционных процессов переработки ОЯТ Радиевого института, доктор технических наук, профессор, лауреат Ленинской премии.
- 27 июня — Никита Толстой (76 или 77) — советский физик, российский общественный и политический деятель.
- 27 июня — Иосиф Турко (86) — советский партийный и государственный деятель.
- 28 июня — Валентин Мокиевский (43) — эстонский художник.
- 28 июня — Матвей Шапошников (87) — Герой Советского Союза.
- 28 июня — Идель Янкелевич (85) — бельгийский и французский скульптор.